# Список парків і скверів (Ростов-на-Дону)
Список парків і скверів Ростова-на-Дону створений для навігації по місцях культурного відпочинку в місті та для координації робіт з розвитку теми. Нижче наведено перелік паркових зон, скверів, лісів і міських садів р. Ростова-на-Дону.

## Кіровський район
- Набережна річки Дон
- Парк імені Першого Травня
- Сквер імені Михайла Лермонтова
- Покровський сквер
- Сквер імені 1-ї Кінної Армії

## Ленінський район
- Міський парк імені Максима Горького
- Парк імені 8 березня
- Сквер імені 1-го Піонерського Зльоту

## Октябрський район
- Парк ДДТУ імені Леоніда Красніченко
- Парк імені Жовтня
- Комсомольський сквер
- Парк Будівельників
- Сквер імені Сергія Оганова

## Ворошилівський район
- Парк Дружба (Дружби народів)
- Сквер заводу Електроапарат
- Роща СКА
- Парк культури та відпочинку «Дружба»
- Сквер Вірменського храму
- Щепкинское ліс

## Пролетарський район
- Дитячий парк імені Віті Черевичкина
- Парк імені Жовтневої революції
- Олександрівський лесопитомник
- Сквер імені Михайла Фрунзе
- Зелений острів

## Первомайський район
- Парк культури і відпочинку імені Миколи Островського
- Лісопарк Сосновий Бор
- Лелюшенковскій лісопарк
- Осінній парк
- Парк Авіаторів
- Сквер імені триста п'ятдесят третій Стрілецької Дивізії

## Совєтський район
- Парк культури й відпочинку імені міста Плевен
- Парк «Сонячне місто»
- Парк «Алея Троянд»
- Сквер імені Сергія Тюленіна
- Дортмундський сквер
- Балка імені Ігоря Рябініна
- Солов'їний гай
- Сквер «Семіцветік»

## Залізничний район
- Ботанічний сад ПФУ
- Парк імені Анатолія Собіно
- Кумженская гай
- Парк «Дружинників»
- Піонерський парк
- Зміївська балка
- Парк імені Корнія Чуковського